# ゼン・ホップ
ゼン・ホップ（Zen hop）は、日本出身のDJ Gami.Kによって作られた新しい音楽のジャンルである。アブストラクト・ヒップホップから影響を受け、トリップ・ホップ、アンビエント、民族音楽、ダウンテンポ、チルアウト、ソルフェジオ周波数などの音楽に、禅の要素を取り入れた瞑想音楽である。
日本の風景やリズムやサウンドを感じとり、リラックスや心を落ち着かせことになり瞑想することが出来る。

## 主要アーティスト
- DJ Gami.K
- Ryen Sol
- Aia Trio

## 主要レーベル
- Wa Creans[注釈 1]